# 혼인보 슈사이

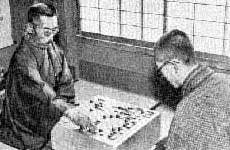

혼인보 슈사이(本因坊 秀哉, 1874년 ~ 1940년)는 일본의 바둑 기사이다. 혼인보 슈에이의 제자이다.

## 혼인보
1907년 스승인 슈에이가 후계자를 정하지 못하고 사망하자, 1년간 슈겐이 혼인보를 맡았다가, 1908년 슈사이가 혼인보가 되었다. 1938년, 더 이상 세습 혼인보를 두지 않기로 결정하여, 마지막 세습 혼인보가 되었다. 그가 은퇴하면서 기타니 미노루와 기념 대국을 하였는데, 이 대국이 가와바타 야스나리의 소설 《명인》의 소재가 되었다.